# Théâtre de la Foudre
Pour les articles homonymes, voir Théâtre Maxime Gorki (homonymie).
Le théâtre de la Foudre est une salle de théâtre pouvant accueillir 458 spectateurs. Il est situé au Petit-Quevilly, à proximité de Rouen, en Normandie.

## Historique
Avant de devenir un lieu de spectacle, le bâtiment abrite une salle de bals, « La Quevillaise »,, puis devient en 1914 un cinéma de quartier, le premier de la ville du Petit-Quevilly, d'une capacité de 938 places. Situé rue Joseph-Lebas (24-26), anciennement rue du Commerce jusqu'en 1927, son nom est L'Excelsior. Il ferme ses portes en juin 1966.
En 1969, sur l'impulsion de Jean Joulin et Daniel Lesur, comédiens et futurs directeurs de ce qui deviendra un Centre culturel municipal, et avec le soutien de Robert Pagès, alors premier adjoint au maire, communiste, du Petit-Quevilly, l'établissement se transforme en théâtre et change de nom, devenant théâtre Maxime-Gorki.
En 1991, il reçoit le label de scène nationale, puis fusionne en 2002 avec le Centre d'Art et d'Essai, situé dans l'Espace socio-culturel Marc-Sangnier de Mont-Saint-Aignan, au sein de la scène nationale du Petit-Quevilly / Mont-Saint-Aignan.
En 2005, après rénovation, il est de nouveau rebaptisé par la volonté de la majorité socialiste de la ville. Il devient théâtre de la Foudre, en référence à l'ancienne filature de lin se trouvant à proximité définitivement fermée en 1932 à la suite de la crise textile mondiale, avant de devenir la caserne militaire Tallandier, de 1938 à 1999, puis Seine Innopolis en 2013, pôle des technologies de l’information et de la communication. La Foudre était en fait un remorqueur coulé en Seine dont la chaudière, une fois récupérée, alimenta la filature en énergie, et donna son nom au bâtiment. 
Au 1er janvier 2014, la scène nationale du Petit-Quevilly / Mont-Saint-Aignan et le Centre dramatique régional - théâtre des Deux Rives de Rouen fusionnent au sein de l'EPCC Centre Dramatique National de Haute-Normandie, depuis rebaptisé Centre Dramatique National de Normandie-Rouen,.

## Travaux
- En 1969, mue de l'Excelsior en théâtre Maxime-Gorki. Rénovation globale du lieu et transformation en théâtre avec espaces loge et scène[1].
- En 1989, les vingt ans du théâtre Maxime-Gorki donnèrent lieu à quelques travaux de rénovation. La plus notable étant la restructuration d'une partie du hall d'accueil avec le déplacement de son entrée. L'entrée actuelle n'est plus située à l'emplacement de l'ancienne entrée du cinéma[2], mais dans une rue parallèle, la rue François-Mitterrand, anciennement appelée rue Paul-Doumer[11]. Est alors construite une grande verrière[12].
- De 1997 à 2005[13], restructuration de la salle en théâtre logé dans un volume traditionnel par le Cabinet Jakob + MacFarlane. Sur-élevage de l’existant afin d’avoir un volume acoustique plus généreux, création d'un bardage métal rouge, création d'un tunnel vitré, changement de gradins, travail acoustique de la salle par recours à une stratégie homogène de « cerclages », au moyen d’anneaux à lignes brisés qui font office de sol, parois et plafond – sorte de pentes de toiture successives et décalées[14]. Le Théâtre est inaugurée lors d'une soirée de réouverture, le 6 janvier 2005[15],[16].
- En 2012, légères modifications de l'espace d'accueil. Peintures, bar, billetterie et sanitaires[17].
- En 2019, de nouveaux travaux d'extension et de rénovation partielle auront lieu au théâtre de la Foudre[18],[19] : Changement de façade, rénovation du hall d'accueil, agrandissement et rénovation des bâtiments de services à la scène et des locaux administratifs[20].

## Direction
- De 1969 à 1997 : Jean Joulin, Daniel Lesur et Robert Labaye, comédiens
- De 1997 à 2013 : Gérard Marcon[11]
- Depuis 2013 : David Bobée, metteur en scène[9]